# Лютеранська церква святого Іоанна (Цесіс)

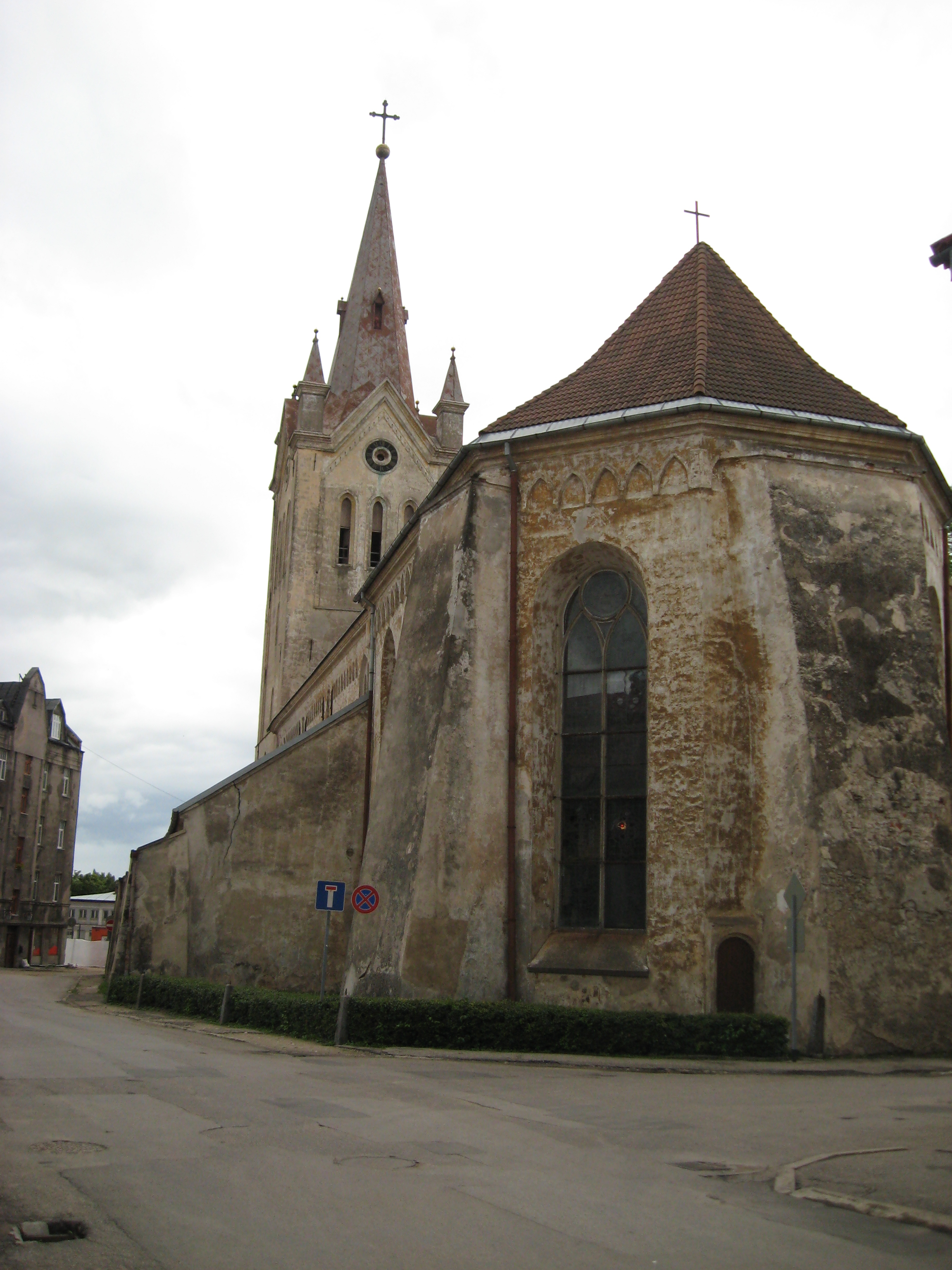

Лютеранська церква святого Іоанна в місті Цесіс — найбільша в Латвії середньовічна церква за межами Риги, в минулому — головний храм Інфлянтів і Лівонського ордену.

## Початковий етап історії
З 1237 року, після розгрому лицарського воїнства Ордена мечоносців, одного з найперших колонізаторів Прибалтійських територій на початку XIII століття, який отримав благословення Папи Інокентія III, в битві при Сауле, Венден (історична назва Цесіс) перетворюється в одну з головних резиденцій розгромленої мілітаризованої організації, яка згодом змінює свою назву на Лівонський орден. У світлі цих подій можна говорити про присвоєння Вендену столичного статусу, що до другої половини XIII століття спричинило за собою перетворення маленької фортеці Венден в один з нових адміністративних центрів орденської влади в Лівонії.
Ці зовнішньополітичні події мали значення для майбутньої венденської Іоаннівської церкви. Спочатку служби проходили в замковій капелі (замок був побудований в 1207 році) і була церква, заснована з метою полегшення інтенсивної християнізації прибалтійських земель. Через кілька десятиліть після доленосної битви при Сауле в міру становлення Вендена виникла необхідність у будівництві більш представницького кам'яного храму на території нового орденського форпосту. Магістр Лівонського ордену Віллекін фон Шауерберг до початку 1280-х років ухвалив рішення про початок будівництва церкви, що мала стояти окремо. Точна дата завершення будівельних робіт невідома, однак можна виділити період з 1283 по 1287 рік, коли цей верховний адміністратор однієї з феодальних організацій Лівонії взяв на себе керівництво роботами зі спорудження майбутньої будинкової церкви Лівонського ордену. Також можна назвати важливу дату в історії церкви — 24 червня 1284 року — в цей день храм був освячений і названий на честь Іоанна Хрестителя. Крім магістра фон Шауерберга, роботи з будівництва церкви курував ризький архієпископ Йоганн I Лунен.

## Період після Реформації
Після міжконфесійних воєн, пов'язаних із рухом Реформації, в церкві відправляли релігійний культ як прихильники нової лютеранської віри, так і католики, що зумовило її статус як одного з найбільш значущих об'єктів сакрального культу в Лівонії. Ця багато в чому унікальна подія відбулася завдяки активній політичній діяльності нового магістра Лівонського ордену Вальтера фон Плеттенберг, який в 1524 році з метою примирення жителів Лівонії проголосив свободу віросповідання в ризькій Яковлевській церкві — в період його правління Венден переживає період повного розквіту в ролі адміністративного центру ордена. Один із релігійних проповідників, Бердер Брігерман, чимало посприяв перетворенню Вендена в один з оплотів ідей Реформації на півночі Лівонії.

## Діяльність у польський період
У 1582 році, вже через два десятиліття після розгрому Лівонського ордену, в місто входить озброєне військо польського короля-полководця Стефана Баторія і Венден відразу охоплює рух непримиренної Контрреформації. Стефан Баторій негайно після завоювання венденської фортеці засновує єпископство Лівонське , і тоді ж церква стає головним католицьким храмом в рамках цього єпископства. На нетривалий час Венден був обраний орденом єзуїтів своєю резиденцією (поряд з Ригою, столицею Лівонії). В цей час у венденській Іоаннівській церкві з 1583 по 1587 рік працює єпископ Андрій Патріцій Нідецький, похований в ній же; також у 1620 році в церкві довгий час працював похований у ній член колегії єзуїтів Ердман Толгсдорф, заслуги якого перед латиською літературою полягають в тому, що він здійснив переклад католицького катехізису, складеного польським літератором Петром Канізієм.

## Історія воєнних років
У період з 1615 по 1620 рік під час виснажливої і тривалої польсько-шведської війни за панування в економічно привабливих прибалтійських землях у Вендені, у венденському Іоанівському соборі працював католицький проповідник Георг Еглер. Його заслуга полягає в тому, що він зібрав, систематизував і видав перший в історії корпус католицьких співів латиською мовою. Книга також побачила світ в останні роки шведсько-польського протистояння, коли ставало зрозумілим, що незабаром шведська армія отримає перемогу і вступить до Вендена. Відразу ж після війни Венден як місто Відземської губернії переходить у володіння Швеції, а у 1627 році шведський монарх-завойовник Густав II Адольф дарує Венденське єпископство (яке перестало бути католицьким після приєднання до королівства) разом з Венденом і Іоаннівською церквою своєму державному канцлеру Акселю Уксеншерне, який був відомий як талановитий і заповзятливий адміністратор.
Роком раніше, у 1626 році новий суперінтендант Вендена Генріх Самсон починає боротьбу з язичницькими віруваннями, що вкорінилися в місцевих жителях, а також активно виступає проти домінування католицьких догматів. Фактично нова адміністративна верхівка бореться за встановлення панівного становища лютеранської віри у краї. Собор святого Іоанна стає лютеранським, він перетворюється в один із центрів антикатолицької реакції, яка охоплює Відземе після приєднання до Швеції за умовами Альтмаркського перемир'я 1629 року.

## Будівництво нової вежі
Наступні важливі події, що стосуються церкви Святого Іоанна у Вендені, відбуваються вже у другій половині XIX століття. Тоді адміністрація краю ухвалює рішення про створення нової церковної вежі. Роботи з будівництва були оперативно розпочаті навесні 1853 року й завершені не менш оперативно восени того ж року. Вежа була відбудована в неоготичному стилі, який природним чином мав відповідати готичній будівлі Іоаннівської церкви. Будівельними роботами керував досвідчений майстер-підрядник латиш Марціс Подіньш-Сарумс, під керівництвом якого була споруджена потужна 65-метрова вежа, що й донині виконує функцію міської домінанти.

## Історія у період Другої світової війни
У початковий період Другої світової війни, коли окупаційні війська Червоної армії вела бої з німецькими військами за Відземський край, по залізниці Рига-Цесіс проїжджав потяг, що перевозив боєприпаси, і був підірваний. Наслідки цього вибуху виявилися вкрай негативними для лютеранського Іоаннівського храму — вибух знищив значну частину черепиці на даху церкви, а також безнадійно пошкодив 56 цінних віконних вітражів, що були знищені і не поновлені досі. Проте варто відзначити, що в наш час Цесіська католицька громада взяла на себе відповідальність за збір пожертв на фінансування робіт з відновлення зниклих вітражів.
Один зі знищених вибухом вітражів мав високу культурно-історичну цінність — на ньому був зображений магістр Вальтер фон Плеттенберг, хитрий і вмілий політик, який помер у 1535 році і був похований в Іоаннівській церкві. Його гробниця з примітним барельєфом збереглася в залі зібрань громади церкви, так само як і гробниці, а також надгробні камені і плити деяких інших орденських магістрів.
Далі, в ході військових дій, дах собору виявився повністю зруйнованим — разом з ним істотно постраждало органне приміщення. На фінальному етапі Другої світової війни під час боїв за окупацію Відземського краю, які вели підрозділи Червоної армії (жовтень 1944 року), південна ділянка даху церкви виявилася порушеною бомбардуванням відступаючих частин люфтваффе. В результаті чого дах обвалився, зім'явши залишки органного приміщення і поховавши під собою орган церкви. Проте орган згодом був успішно відреставрований, і на даний момент є шостим за віком органом на території сучасної Латвії (його автори — отець Валькер і п'ять його синів, котрі заснували в рідному місті Людвігсбурзі фірму Валькер).

## Параметрична характеристика
На даний момент цесіська церква Святого Іоанна є найбільшою готичною базилікою за межами Риги. Її довжина — 65 метрів, завширшки храм сягає 32 метрів. Уже згадувана вище неоготична вежа органічно вінчає західну ділянку собору; її шпиль сягає 15 метрів у висоту. Церква розрахована рівно на тисячу сидячих місць. Багато з об'єктів інтер'єру мають безперечну культурно-історичну цінність і відносяться до пам'ятників культури державного значення. При огляді панорами Цесіса відкривається мальовничий краєвид на Зілайс Калнс (в перекладі з латиської Синій пагорб), який розташовується в 40 кілометрах від будівлі храму. Сама церква може похвалитися чудовим місцем розташування: її поріг підноситься на 100 метрів над рівнем моря.
Регулярно в церкві проводяться музичні заходи в рамках Міжнародного фестивалю молодих органістів. Також у церкві влаштовуються різноманітні виставки релігійного та світського живопису.

## Вівтар
Уже згадувана висока культурно-історична цінність цілої низки об'єктів інтер'єру в першу чергу стосується церковного вівтаря. Він був спроектований у неоготичному стилі придворним архітектором Андрієм Штакеншнайдером. Роботами зі скульптурної обробки вівтаря займався відземський столяр, відомий у Вендені різьбяр по дереву на прізвище Біденрот. Вагому фінансову підтримку для створення розкішного вівтаря надав власник садиби замкового типу в околицях Вендена, представник знатного остзейського роду фон Сіверс.

## Вівтарна картина
Автором релігійної картини, розташованої в центрі вівтаря, є естонський художник Йоганн Келер. В аспекті релігійної сюжетики образотворчого мистецтва картина являє собою триптих, що складається зі взаємодоповнюючих компонентів, що носять назви «Голгота», «Христос у хреста» і «Розп'яття», а загалом цей комплекс вівтарного живопису отримав авторську назву PIETA (П'єта, сцена оплакування Христа Богоматір'ю). Художник завершив картину взимку 1858 року; він писав її маслом на полотні (4,63 на 2,04 метра). Ця картина має декілька копій, що містяться в різних храмах різних країн: у церкві Святого Мартіна (в Ризі), у віденській церкві Святого Себастьяна, у церкві громади Каркус на території Естонії і в церкві шведського лютеранського приходу в Санкт-Петербурзі. На початку XX століття визнавалася найдорожчою вівтарною картиною у Прибалтиці.

## Комплекс захоронень магістрів Лівонського ордену
- Магістр Йоганн Фрідріх фон Лорінкгофен (бл. 1430 — 26 травня 1494)
- Магістр Вальтер фон Плеттенберг (бл. 1450 — 28 лютого 1535)
- Магістр Герман фон Брюггеное (бл. 1475 — 4 лютого 1549)

## Вироби з металу
Тут особливу увагу привертає гілляста лампа Ламбергів у залі зібрань церковної громади — вона була подарована церкві сім'єю торговців Ламбергів, що входили до складу цесіської Великої (купецької) гільдії у 1781 році.

## Вітражі
Незважаючи на руйнування, яких зазнала Іоаннівська церква в період Другої світової війни, деякі вітражі повністю вціліли. Такі гербові вітражі з кольорового скла, що донесли до нас геральдичні зображення Лівонського ордену, Відземського краю, Вендена і ордена мечоносців. Найстарші з гербів були виготовлені у вітражній майстерні берлінського художника Хейнерндорфа у 1884 році. В інших, порожніх у наші дні, віконних отворах раніше розташовувалися вітражі із зображеннями жертводавців, що зробили найбільший внесок у благоустрій церкви Святого Іоанна Хрестителя. У 1938 році Цесіська Ощадна каса також подарувала собору вітраж, створений за ескізом латиського художника Петеріса Кундзіньша.